# Balaruc-le-Vieux
Pour les articles homonymes, voir Balaruc.
Balaruc-le-Vieux [ba.la.ʁyk lə vjø] est une commune française située dans le sud-est du département de l'Hérault, en région Occitanie. Depuis le 31 décembre 2002, elle fait partie de la communauté d'agglomération Sète Agglopôle Méditerranée et depuis 2010, de l'unité urbaine de Sète.
Exposée à un climat méditerranéen, elle est drainée par la Vène et par un autre cours d'eau. La commune possède un patrimoine naturel remarquable : deux sites Natura 2000 (les « herbiers de l'étang de Thau » et l'« étang de Thau et lido de Sète à Agde »), un espace protégé (l'« étang de Thau ») et quatre zones naturelles d'intérêt écologique, faunistique et floristique.
Balaruc-le-Vieux est une commune urbaine et littorale qui compte 2 749 habitants en 2022, après avoir connu une forte hausse de la population depuis 1962. Elle est dans l'agglomération de Sète et fait partie de l'aire d'attraction de Montpellier. Ses habitants sont appelés les Balarucois et Balarucoises.

## Géographie

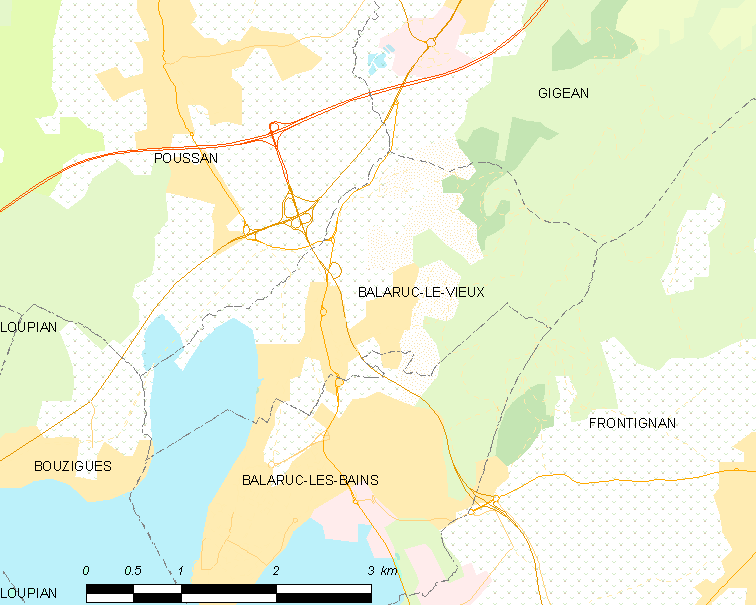
Carte.

Le village de Balaruc-le-Vieux est situé à l’extrémité du bassin de Thau, tout contre le massif de la Gardiole, à six kilomètres de la ville de Sète. C'est la sortie no 33 de l'A9.

### Communes limitrophes
| Poussan   | Gigean            |            |
| Bouzigues | Balaruc-le-Vieux  | Frontignan |
|           | Balaruc-les-Bains |            |

### Climat
Pour des articles plus généraux, voir Climat de l'Occitanie et Climat de l'Hérault.
En 2010, le climat de la commune est de type climat méditerranéen franc, selon une étude s'appuyant sur une série de données couvrant la période 1971-2000. En 2020, Météo-France publie une typologie des climats de la France métropolitaine dans laquelle la commune est exposée à un climat méditerranéen et est dans la région climatique  Provence, Languedoc-Roussillon, caractérisée par une pluviométrie faible en été, un très bon ensoleillement (2 600 h/an), un été chaud (21,5 °C), un air très sec en été, sec en toutes saisons, des vents forts (fréquence de 40 à 50 % de vents > 5 m/s) et peu de brouillards.
Pour la période 1971-2000, la température annuelle moyenne est de 14,9 °C, avec une amplitude thermique annuelle de 15,9 °C. Le cumul annuel moyen de précipitations est de 650 mm, avec 5,8 jours de précipitations en janvier et 2,7 jours en juillet. Pour la période 1991-2020, la température moyenne annuelle observée sur la station météorologique la plus proche, située sur la commune de Sète à 6,31 km à vol d'oiseau, est de 15,9 °C et le cumul annuel moyen de précipitations est de 543,4 mm,. Pour l'avenir, les paramètres climatiques de la commune estimés pour 2050 selon différents scénarios d’émission de gaz à effet de serre sont consultables sur un site dédié publié par Météo-France en novembre 2022.

### Milieux naturels et biodiversité

#### Espaces protégés
La protection réglementaire est le mode d’intervention le plus fort pour préserver des espaces naturels remarquables et leur biodiversité associée,.
Un espace protégé est présent sur la commune :
l'« étang de Thau », un terrain acquis par le Conservatoire du Littoral, d'une superficie de 69,5 ha,.

#### Réseau Natura 2000

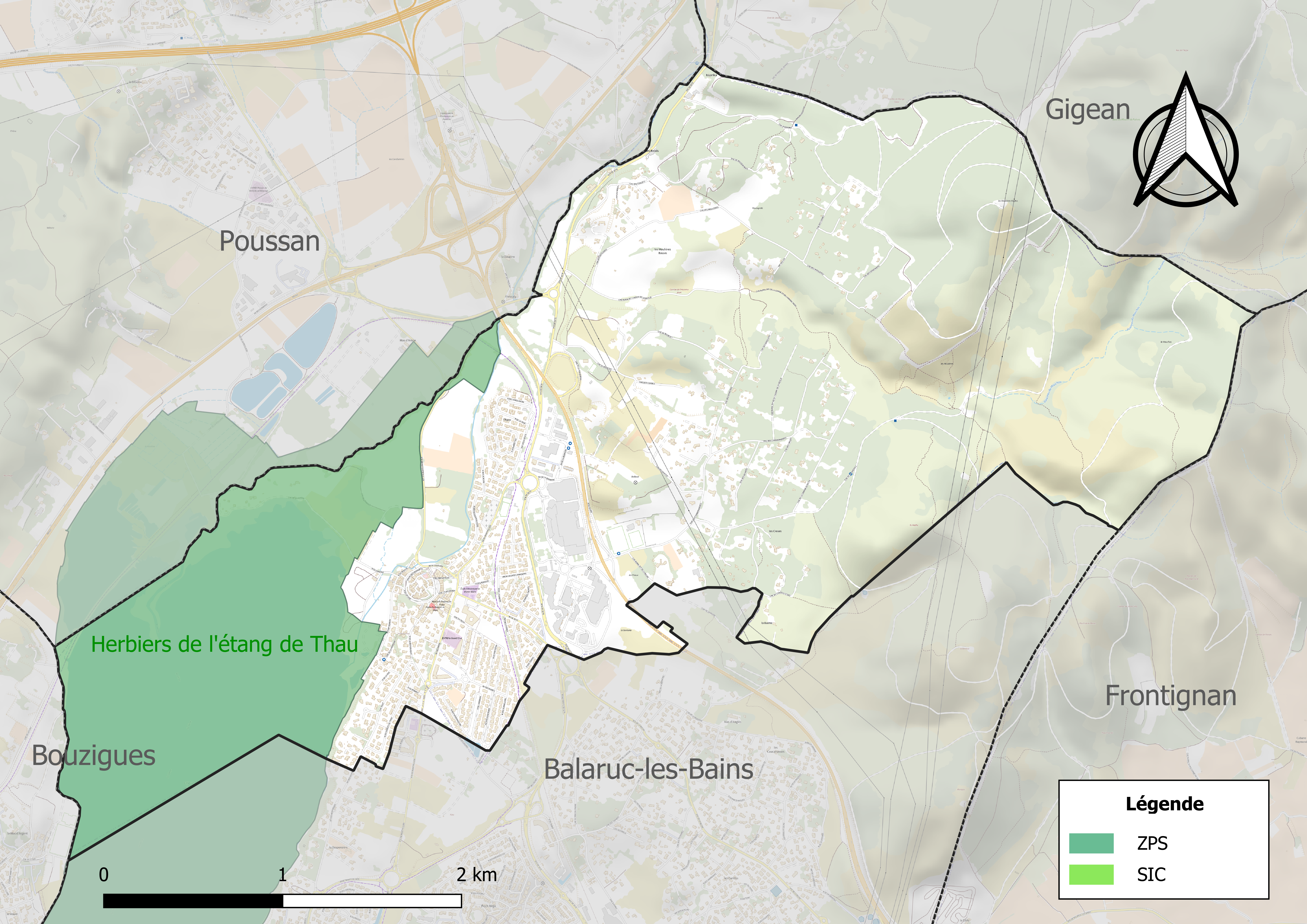
Site Natura 2000 sur le territoire communal.

Le réseau Natura 2000 est un réseau écologique européen de sites naturels d'intérêt écologique élaboré à partir des directives habitats et oiseaux, constitué de zones spéciales de conservation (ZSC) et de zones de protection spéciale (ZPS).
Un site Natura 2000 a été défini sur la commune au titre de la directive habitats : les « herbiers de l'étang de Thau », d'une superficie de 8 320 ha, abritant de très vastes herbiers de zostères (Zostera marina et Zostera noltii) en très bon état de conservation
et un au titre de la directive oiseaux : la ZPS de l'« étang de Thau et lido de Sète à Agde », 7 770 ha répartis sur les mêmes dix communes de la ZNIEFF de l'étang de Thau'. Ce site comprend l'étang de Thau (le plus grand des étangs languedociens avec 19,5 km en plus grande longueur) et une partie du cordon dunaire qui le sépare de la mer Méditerranée, le tout présentant une très grande diversité d'habitats (sansouire, prés humides, marais salants, boisements, étendue d'eau saumâtre, vasière, roselière, herbiers, et anciens salins). Les salins et les zones humides au nord de l'étang accueillent une riche variété d'oiseaux migrateurs et nicheurs. L'étang est un site classé d'importance internationale pour le flamant rose ; c'est également une zone d'hivernage pour le grèbe à cou noir, il abrite une colonie de sternes naines, et les lagunes et salins attirent la mouette mélanocéphale. Les steppes à salicornes y sont fréquentées par le pipit rousseline. Les buttes des tables salantes sont des lieux privilégiés pour la nidification des laro-limicoles (voir Charadriiformes).

#### Zones naturelles d'intérêt écologique, faunistique et floristique
L’inventaire des zones naturelles d'intérêt écologique, faunistique et floristique (ZNIEFF) a pour objectif de réaliser une couverture des zones les plus intéressantes sur le plan écologique, essentiellement dans la perspective d’améliorer la connaissance du patrimoine naturel national et de fournir aux différents décideurs un outil d’aide à la prise en compte de l’environnement dans l’aménagement du territoire.
Deux ZNIEFF de type 1 sont recensées sur la commune :
- la ZNIEFF de l'étang de Thau : 6 790 ha de terrains en friche et terrains vagues (habitat déterminant) répartis entre huit communes[Note 4],[16] ;
- la ZNIEFF du marais de la crique de l'Angle : 44 ha de terrains en friche et terrains vagues (habitat déterminant) répartis entre les communes de Balaruc-le-Vieux et Poussan[17] ;

et deux ZNIEFF de type 2, :
- la ZNIEFF de la montagne de la Gardiole : 5 289 ha de prairies humides méditerranéennes à grandes herbes (habitat déterminant) réparties sur dix communes[Note 6],[18] ;
- la ZNIEFF du complexe paludo-laguno-dunaire de Bagnas et de Thau : 9 072 ha de prairies humides méditerranéennes à grandes herbes (habitat déterminant) répartis entre dix communes[Note 7],[19].

Carte des ZNIEFF de type 1 et 2 à Balaruc-le-Vieux.
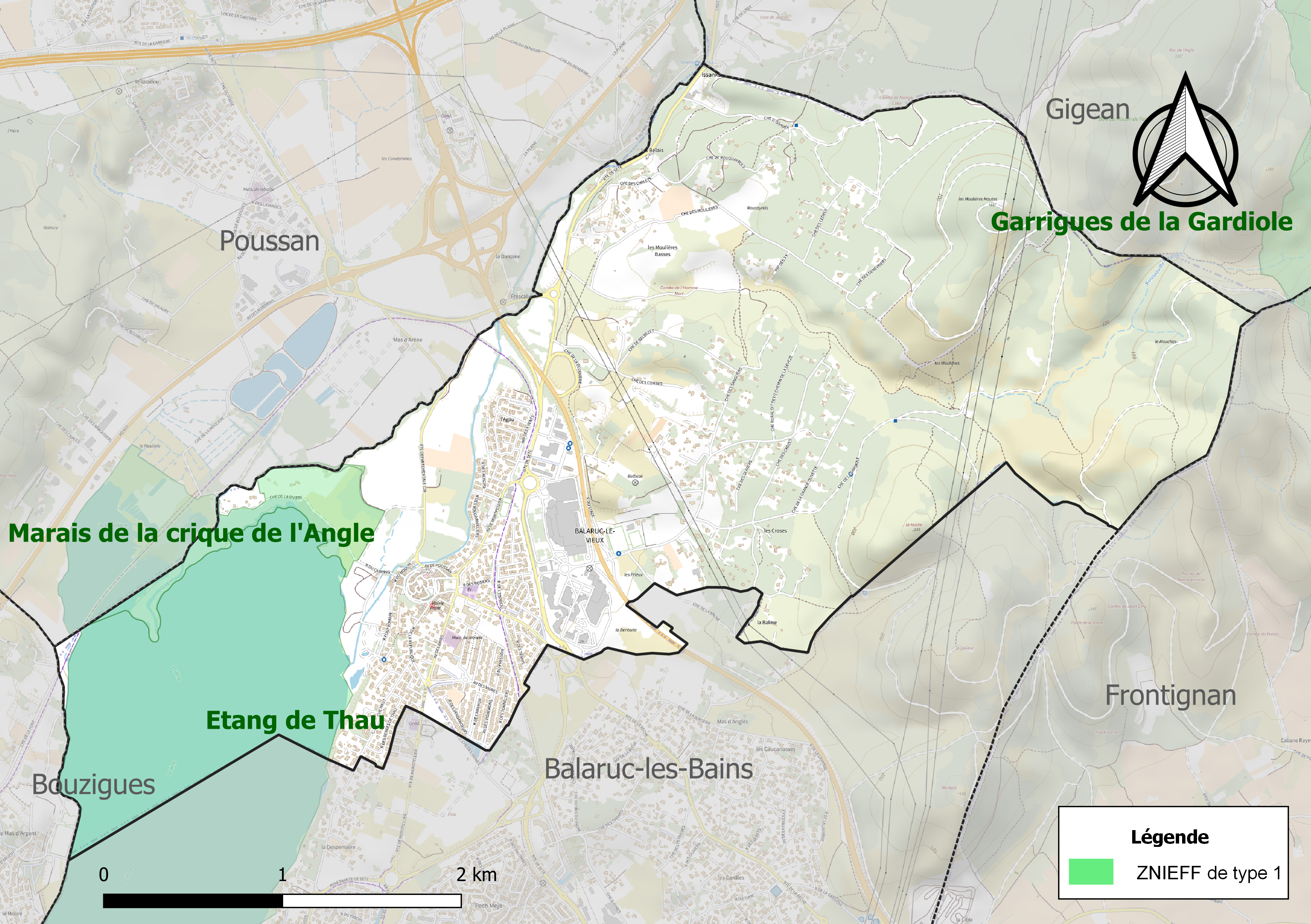
Carte des ZNIEFF de type 1 sur la commune.
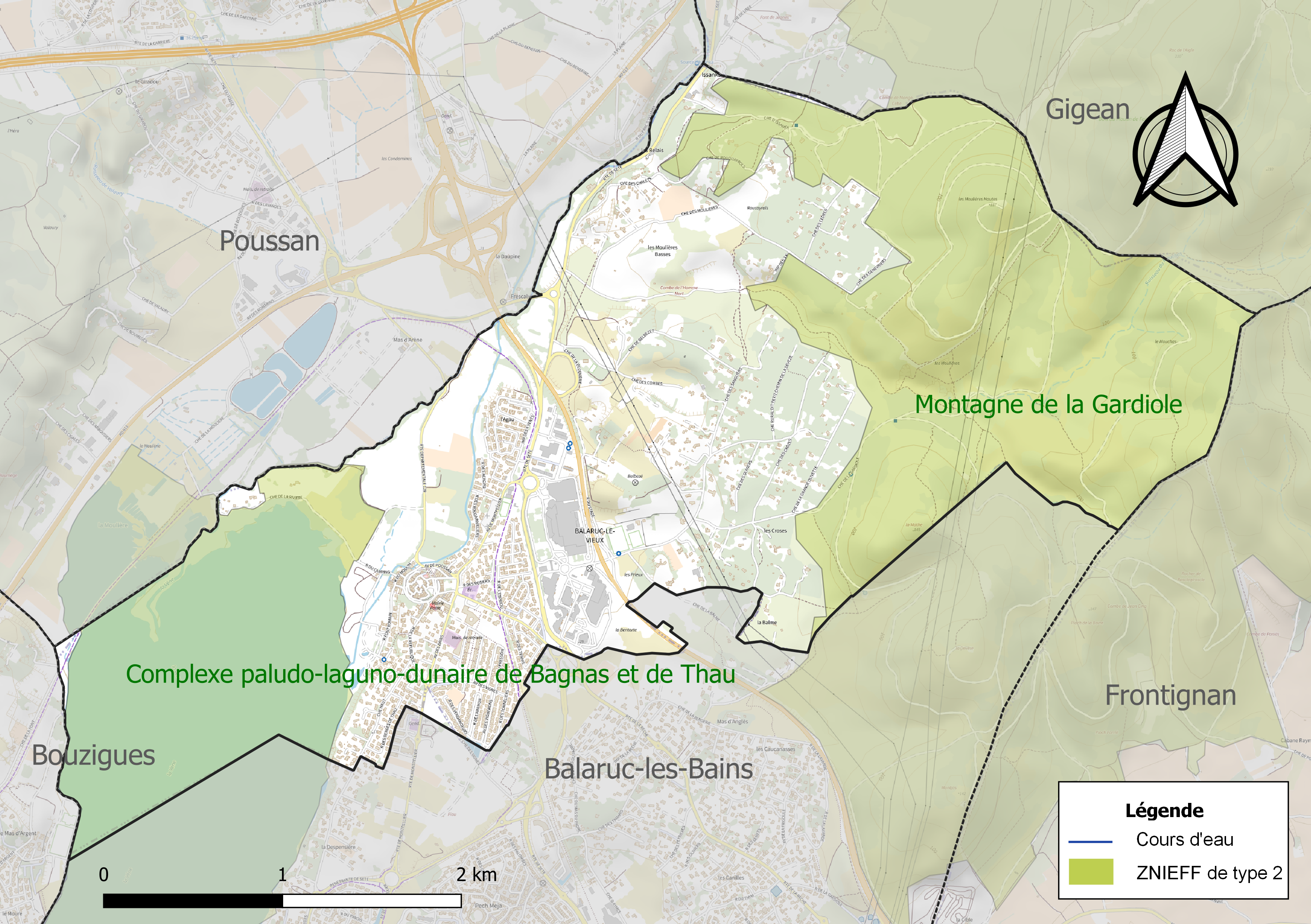
Carte des ZNIEFF de type 2 sur la commune.

## Urbanisme

### Typologie
Au 1er janvier 2024, Balaruc-le-Vieux est catégorisée ceinture urbaine, selon la nouvelle grille communale de densité à sept niveaux définie par l'Insee en 2022.
Elle appartient à l'unité urbaine de Sète, une agglomération intra-départementale regroupant sept  communes, dont elle est une commune de la banlieue,,. Par ailleurs la commune fait partie de l'aire d'attraction de Montpellier, dont elle est une commune de la couronne,. Cette aire, qui regroupe 161 communes, est catégorisée dans les aires de 700 000 habitants ou plus (hors Paris),.
La commune, bordée par la mer Méditerranée, est également une commune littorale au sens de la loi du 3 janvier 1986, dite loi littoral. Des dispositions spécifiques d’urbanisme s’y appliquent dès lors afin de préserver les espaces naturels, les sites, les paysages et l’équilibre écologique du littoral, tel le principe d'inconstructibilité, en dehors des espaces urbanisés, sur la bande littorale des 100 mètres, ou plus si le plan local d’urbanisme le prévoit.

### Occupation des sols
L'occupation des sols de la commune, telle qu'elle ressort de la base de données européenne d’occupation biophysique des sols Corine Land Cover (CLC), est marquée par l'importance des forêts et milieux semi-naturels (30,9 % en 2018), une proportion sensiblement équivalente à celle de 1990 (30,1 %). La répartition détaillée en 2018 est la suivante :
milieux à végétation arbustive et/ou herbacée (26,6 %), zones agricoles hétérogènes (24,1 %), zones urbanisées (24 %), eaux maritimes (14,8 %), prairies (4,5 %), forêts (4,3 %), cultures permanentes (1,3 %), zones humides intérieures (0,4 %). L'évolution de l’occupation des sols de la commune et de ses infrastructures peut être observée sur les différentes représentations cartographiques du territoire : la carte de Cassini (XVIIIe siècle), la carte d'état-major (1820-1866) et les cartes ou photos aériennes de l'IGN pour la période actuelle (1950 à aujourd'hui).

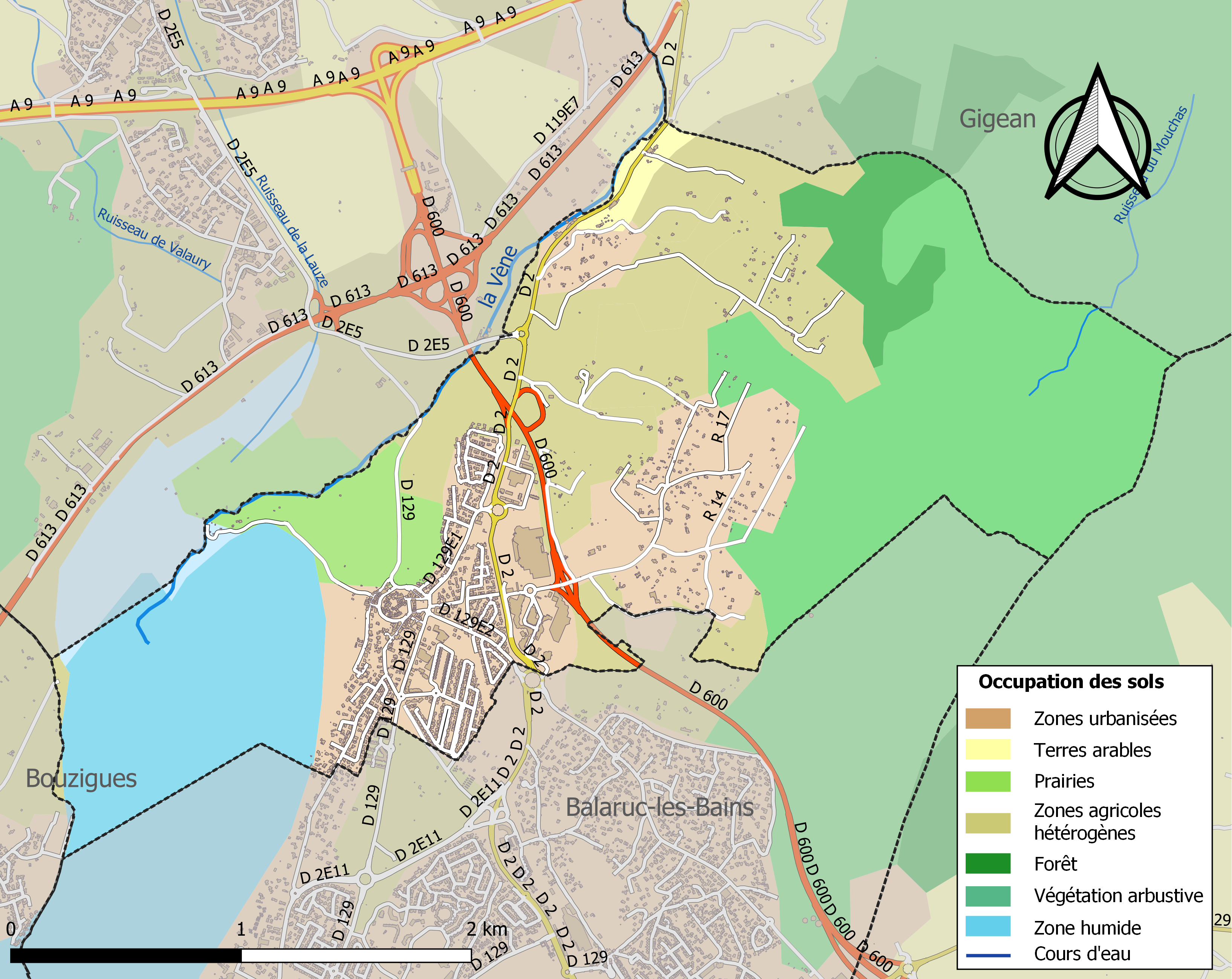
Carte des infrastructures et de l'occupation des sols de la commune en 2018 (CLC).

### Risques majeurs
Le territoire de la commune de Balaruc-le-Vieux est vulnérable à différents aléas naturels : météorologiques (tempête, orage, neige, grand froid, canicule ou sécheresse), inondations, feux de forêts et séisme (sismicité faible). Il est également exposé à un risque technologique,  le transport de matières dangereuses, et à deux risques particuliers : le risque minier et. Un site publié par le BRGM permet d'évaluer simplement et rapidement les risques d'un bien localisé soit par son adresse soit par le numéro de sa parcelle.

#### Risques naturels
La commune fait partie du territoire à risques importants d'inondation (TRI) de Sète, regroupant 8 communes exposées aux débordements de cours d’eau et à la submersion marine et par les étangs, un des 31 TRI qui ont été arrêtés fin 2012 sur le bassin Rhône-Méditerranée. Les événements significatifs antérieurs à 2019 sont les crues de 1937, de 1953 (Montbazin - La crue la plus importante de mémoire d’homme), de 1955, de 1963, de 1979, de 1987, la plus présente dans la mémoire collective, de 1997 (Balaruc-le-Vieux 80 cm à 1 m d’eau sur la route, Rue du camping au passage de l’Agau), de 2003 et d'automne 2014 (Plusieurs épisodes hydrométéorologiques notables se sont succédé sur l’arc méditerranéen causant des décès et des dégâts considérables). Des cartes des surfaces inondables ont été établies pour trois scénarios : fréquent (crue de temps de retour de 10 ans à 30 ans), moyen (temps de retour de 100 ans à 300 ans) et extrême (temps de retour de l'ordre de 1 000 ans, qui met en défaut tout système de protection). La commune a été reconnue en état de catastrophe naturelle au titre des dommages causés par les inondations et coulées de boue survenues en 1982, 1984, 1987, 1999, 2003 et 2019,.
Balaruc-le-Vieux est exposée au risque de feu de forêt. Un plan départemental de protection des forêts contre les incendies (PDPFCI) a été approuvé en juin 2013 et court jusqu'en 2022, où il doit être renouvelé. Les mesures individuelles de prévention contre les incendies sont précisées par deux arrêtés préfectoraux et s’appliquent dans les zones exposées aux incendies de forêt et à moins de 200 mètres de celles-ci. L’arrêté du 25 avril 2002 réglemente l'emploi du feu en interdisant notamment d’apporter du feu, de fumer et de jeter des mégots de cigarette dans les espaces sensibles et sur les voies qui les traversent sous peine de sanctions. L'arrêté du 11 mars 2013 rend le débroussaillement obligatoire, incombant au propriétaire ou ayant droit,.

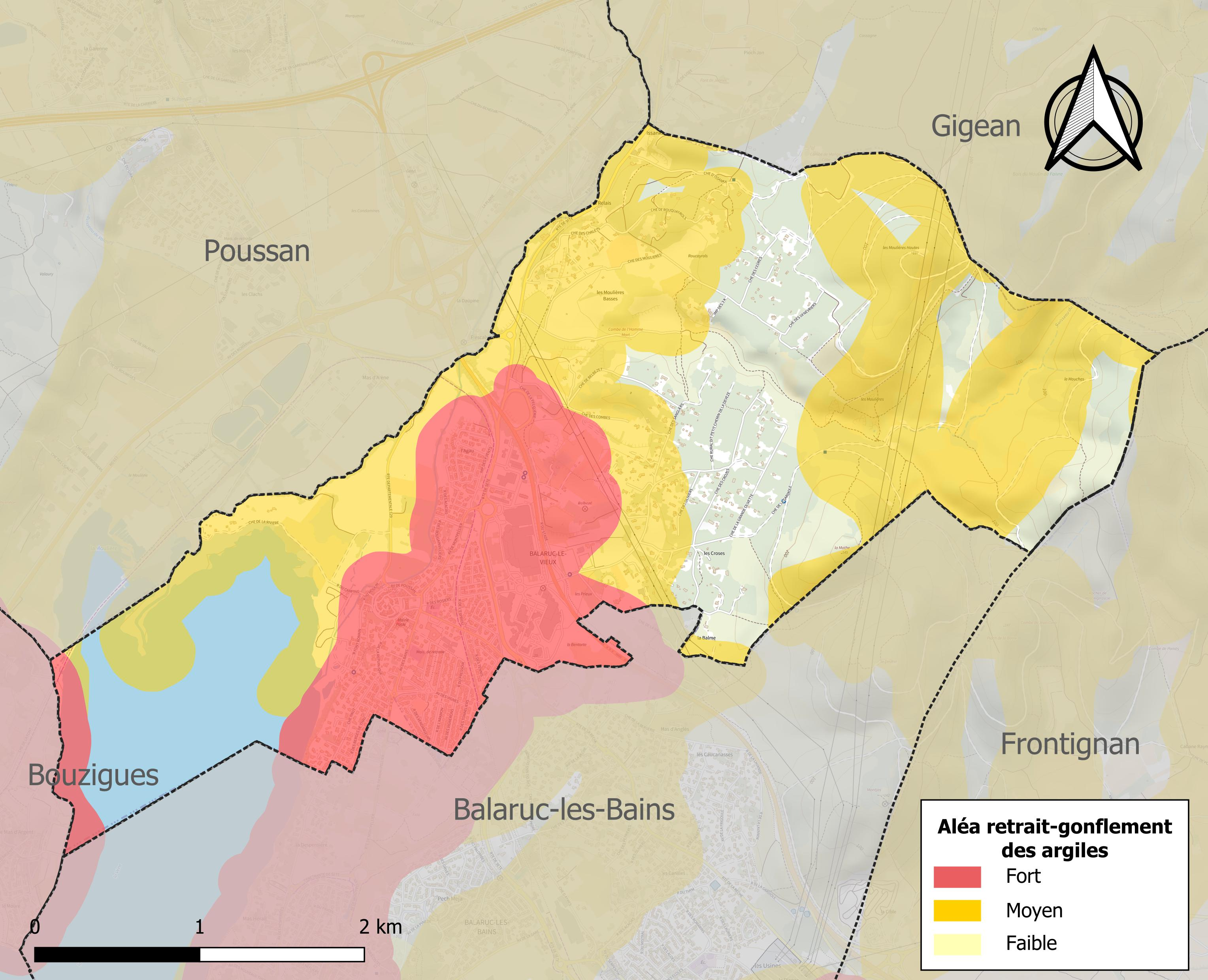
Carte des zones d'aléa retrait-gonflement des sols argileux de Balaruc-le-Vieux.

Le retrait-gonflement des sols argileux est susceptible d'engendrer des dommages importants aux bâtiments en cas d’alternance de périodes de sécheresse et de pluie. 71,4 % de la superficie communale est en aléa moyen ou fort (59,3 % au niveau départemental et 48,5 % au niveau national). Sur les 995 bâtiments dénombrés sur la commune en 2019, 916 sont en aléa moyen ou fort, soit 92 %, à comparer aux 85 % au niveau départemental et 54 % au niveau national. Une cartographie de l'exposition du territoire national au retrait gonflement des sols argileux est disponible sur le site du BRGM,.
Par ailleurs, afin de mieux appréhender le risque d’affaissement de terrain, l'inventaire national des cavités souterraines permet de localiser celles situées sur la commune.

#### Risques technologiques
Le risque de transport de matières dangereuses sur la commune est lié à sa traversée par des infrastructures routières ou ferroviaires importantes ou la présence d'une canalisation de transport d'hydrocarbures. Un accident se produisant sur de telles infrastructures est susceptible d’avoir des effets graves sur les biens, les personnes ou l'environnement, selon la nature du matériau transporté. Des dispositions d’urbanisme peuvent être préconisées en conséquence.

#### Risque particulier
L’étude Scanning de Géodéris réalisée en 2008 a établi pour le département de l’Hérault une identification rapide des zones de risques miniers liés à l’instabilité des terrains.  Elle a été complétée en 2015 par une étude approfondie sur les anciennes exploitations minières du bassin houiller de Graissessac et du district polymétallique de Villecelle. La commune est ainsi concernée par le risque minier, principalement lié à l’évolution des cavités souterraines laissées à l’abandon et sans entretien après l’exploitation des mines.

## Toponymie
Le nom de la localité est attesté sous les formes alode de Balarug en 961 (dans une copie du XVIIe siècle) ; Ballaruc en 1083 ; castrum de Baladuco dans une charte de 1120 ; Balazuc en 1129 et en 1130 ; Bazaluch en 1130 ; Baladuc en 1140 et dans une charte de 1182 ; Balazuc en 1145 ; de Balazuco en 1169 ; castelli Bazaluci en 1170 ; Bazaluco en 1226.
En 1962, Charles Camproux donne une origine gauloise au nom Balaruc dont une des formes anciennes serait Baladunum dans une charte de 1099 ; bal évoque un escarpement et dunum la notion de forteresse.

Dans son Dictionnaire des noms de lieux de l'Hérault, Frank R. Hamlin est plus prudent mais lui aussi propose une origine prélatine. Balaruc serait donc un oppidum gaulois.
Balaruc Vièlh [ba.la.'ʁyk ˈbjɛl] en occitan.
Le 11 décembre 1886, Balaruc est scindé en deux communes : Balaruc-le-Vieux et Balaruc-les-Bains, plus au sud, étaient nées (B.L. 1887, XXXIII-1263).

## Histoire

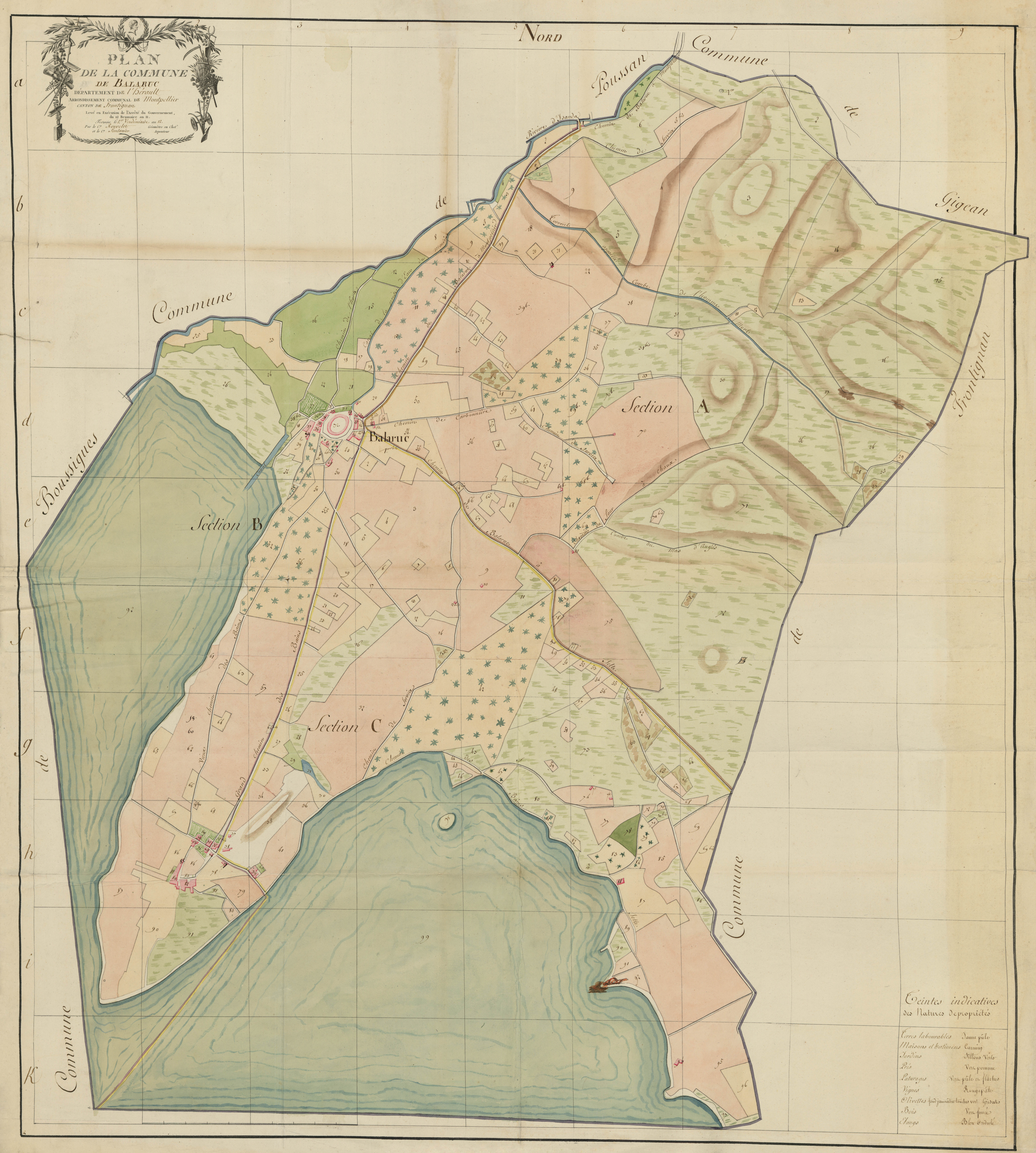
Plan par masse de culture (an XII).

### Antiquité
Une nécropole du Ier siècle a été mise au jour à Balaruc. Un vase gallo-romain de forme Drag. 29 y a été trouvé, qui a d'abord été attribué à l'atelier de poterie de Montans (Tarn) avant d'être attribué à la Graufesenque après analyse chimique comparative de sa pâte par M. Picon (1974),.

### Epoque moderne
11 décembre 1886 : la commune de Balaruc est divisée en deux communes dont les chefs-lieux sont Balaruc-le-Vieux et Balaruc-les-Bains.

## Politique et administration

### Tendances politiques et résultats

#### Récapitulatif de résultats électoraux récents
| Scrutin              | 1er tour | 1er tour | 1er tour | 1er tour     | 1er tour     | 1er tour     | 1er tour        | 1er tour        | 1er tour        | 1er tour        | 1er tour        | 1er tour        |                    | 2d tour            | 2d tour            | 2d tour            | 2d tour            | 2d tour            | 2d tour            | 2d tour            | 2d tour            | 2d tour |
| Scrutin              | 1er      | 1er      | %        | 2e           | 2e           | %            | 3e              | 3e              | %               | 4e              | 4e              | %               | 1er                | 1er                | %                  | 2e                 | 2e                 | %                  | 3e                 | 3e                 | %                  |         |
| Municipales 2014     |          | DVG      | 65,74    |              | DVD          | 34,25        | Pas de 3e ni 4e | Pas de 3e ni 4e | Pas de 3e ni 4e | Pas de 3e ni 4e | Pas de 3e ni 4e | Pas de 3e ni 4e | Pas de second tour | Pas de second tour | Pas de second tour | Pas de second tour | Pas de second tour | Pas de second tour | Pas de second tour | Pas de second tour | Pas de second tour |         |
| Européennes 2014     |          | FN       | 37,22    |              | UMP          | 15,67        |                 | FG              | 11,75           |                 | EELV            | 10,31           | Tour unique        | Tour unique        | Tour unique        | Tour unique        | Tour unique        | Tour unique        | Tour unique        | Tour unique        | Tour unique        |         |
| Départementales 2015 |          | FN       | 46,17    |              | PS           | 25,35        |                 | UDI/UMP         | 18,26           |                 | PCF             | 10,22           |                    | FN                 | 52,91              |                    | PS                 | 47,09              | Pas de 3e          | Pas de 3e          | Pas de 3e          |         |
| Régionales 2015      |          | FN       | 48,33    |              | PS           | 12,54        |                 | LR              | 11,20           |                 | EELV            | 9,09            |                    | FN                 | 52,50              |                    | PS                 | 31,80              |                    | LR                 | 15,70              |         |
| Présidentielles 2017 |          | FN       | 36,71    |              | LFI          | 17,85        |                 | EM              | 17,14           |                 | LR              | 15,42           |                    | FN                 | 56,50              |                    | EM                 | 43,50              | Pas de 3e          | Pas de 3e          | Pas de 3e          |         |
| Législatives 2017    |          | FN       | 29,56    |              | EM           | 27,61        |                 | LFI             | 14,05           |                 | LR              | 9,46            |                    | EM                 | 53,85              |                    | FN                 | 46,15              | Pas de 3e          | Pas de 3e          | Pas de 3e          |         |
| Européennes 2019     |          | FN       | 38,38    |              | LREM         | 15,92        |                 | EELV            | 12,91           |                 | LFI             | 6,88            | Tour unique        | Tour unique        | Tour unique        | Tour unique        | Tour unique        | Tour unique        | Tour unique        | Tour unique        | Tour unique        |         |
| Municipales 2020     |          | DVG      | 100,00   | Liste unique | Liste unique | Liste unique | Liste unique    | Liste unique    | Liste unique    | Liste unique    | Liste unique    | Liste unique    | Pas de second tour | Pas de second tour | Pas de second tour | Pas de second tour | Pas de second tour | Pas de second tour | Pas de second tour | Pas de second tour | Pas de second tour |         |
| Régionales 2021      |          | RN       | 38,39    |              | PS           | 34,52        |                 | EELV            | 7,89            |                 | LR              | 7,59            |                    | PS                 | 47,33              |                    | RN                 | 41,72              |                    | LR                 | 10,94              |         |
| Départementales 2021 |          | RN       | 38,08    |              | PS           | 33,58        |                 | DVC             | 19,04           |                 | LR/LMR          | 9,30            |                    | RN                 | 50,75              |                    | PS                 | 49,25              | Pas de 3e          | Pas de 3e          | Pas de 3e          |         |
| Présidentielle 2022  |          | RN       | 34,56    |              | RE           | 20,98        |                 | LFI             | 14,18           |                 | REC             | 13,65           |                    | RN                 | 60,95              |                    | RE                 | 39,05              | Pas de 3e          | Pas de 3e          | Pas de 3e          |         |
| Législatives 2022    |          | RN       | 36,82    |              | RE           | 22,88        |                 | NUPES           | 17,89           |                 | REC             | 7,44            |                    | RN                 | 63,64              |                    | NUPES              | 36,36              | Pas de 3e          | Pas de 3e          | Pas de 3e          |         |

### Liste des maires
| Période       | Période                    | Identité         | Étiquette | Qualité |
| ------------- | -------------------------- | ---------------- | --------- | --- |
| décembre 1919 | juin 1954 (décès)          | Marcel Pradel    | SFIO      | Conseiller d’arrondissement du canton de Frontignan (1928 → 1940) Conseiller général du canton de Frontignan (1951 → 1954) |
| juin 1954     | mars 1989                  | Lucien Assié     | SE        | |
| mars 1989     | mars 2014                  | Max Serres       | DVG       | Retraité |
| mars 2014     | En cours (au 15 mars 2020) | Norbert Chaplin, | DVD       | Ancien cadre, membre du syndicat mixte du Bassin de Thau Vice-président de Sète Agglopôle Méditerranée                     |

## Population et société

### Démographie
L'évolution du nombre d'habitants est connue à travers les recensements de la population effectués dans la commune depuis 1793. Pour les communes de moins de 10 000 habitants, une enquête de recensement portant sur toute la population est réalisée tous les cinq ans, les populations de référence des années intermédiaires étant quant à elles estimées par interpolation ou extrapolation. Pour la commune, le premier recensement exhaustif entrant dans le cadre du nouveau dispositif a été réalisé en 2006.

En 2022, la commune comptait 2 749 habitants, en évolution de +3,97 % par rapport à 2016 (Hérault : +7,49 %, France hors Mayotte : +2,11 %).
| 1793 | 1800 | 1806 | 1821 | 1831 | 1836 | 1841 | 1846 | 1851 |
| ---- | ---- | ---- | ---- | ---- | ---- | ---- | ---- | ---- |
| 404  | 438  | 424  | 553  | 621  | 623  | 595  | 671  | 584  |

| 1856 | 1861 | 1866 | 1872 | 1876 | 1881 | 1886 | 1891 | 1896 |
| ---- | ---- | ---- | ---- | ---- | ---- | ---- | ---- | ---- |
| 661  | 690  | 745  | 782  | 890  | 992  | 512  | 504  | 517  |

| 1901 | 1906 | 1911 | 1921 | 1926 | 1931 | 1936 | 1946 | 1954 |
| ---- | ---- | ---- | ---- | ---- | ---- | ---- | ---- | ---- |
| 532  | 515  | 530  | 521  | 510  | 508  | 383  | 360  | 394  |

| 1962 | 1968 | 1975 | 1982 | 1990  | 1999  | 2006  | 2011  | 2016  |
| ---- | ---- | ---- | ---- | ----- | ----- | ----- | ----- | ----- |
| 475  | 533  | 521  | 701  | 1 065 | 1 802 | 2 024 | 2 091 | 2 644 |

| 2021  | 2022  | - | - | - | - | - | - | - |
| ----- | ----- | - | - | - | - | - | - | - |
| 2 719 | 2 749 | - | - | - | - | - | - | - |

Pour la période antérieure à 1886, les données de recensement comptabilisent la population des deux sections qui constituent la commune de Balaruc-les-Bains : Balaruc-le-Vieux et Balaruc-les-Bains. Le recensement de 1856 distingue explicitement la section de Balaruc-le-Vieux de celle de Balaruc-les-Bains avec 285 habitants pour la première contre 376 pour la seconde.

### Manifestations culturelles et festivités
Au mois de juillet, la cité retrouve les couleurs médiévales, en devenant le théâtre de la Fête médiévale, accueillant un public de plus en plus nombreux. La journée se termine en beauté avec un spectacle pyrotechnique de qualité, avec l'embrasement des remparts du village.

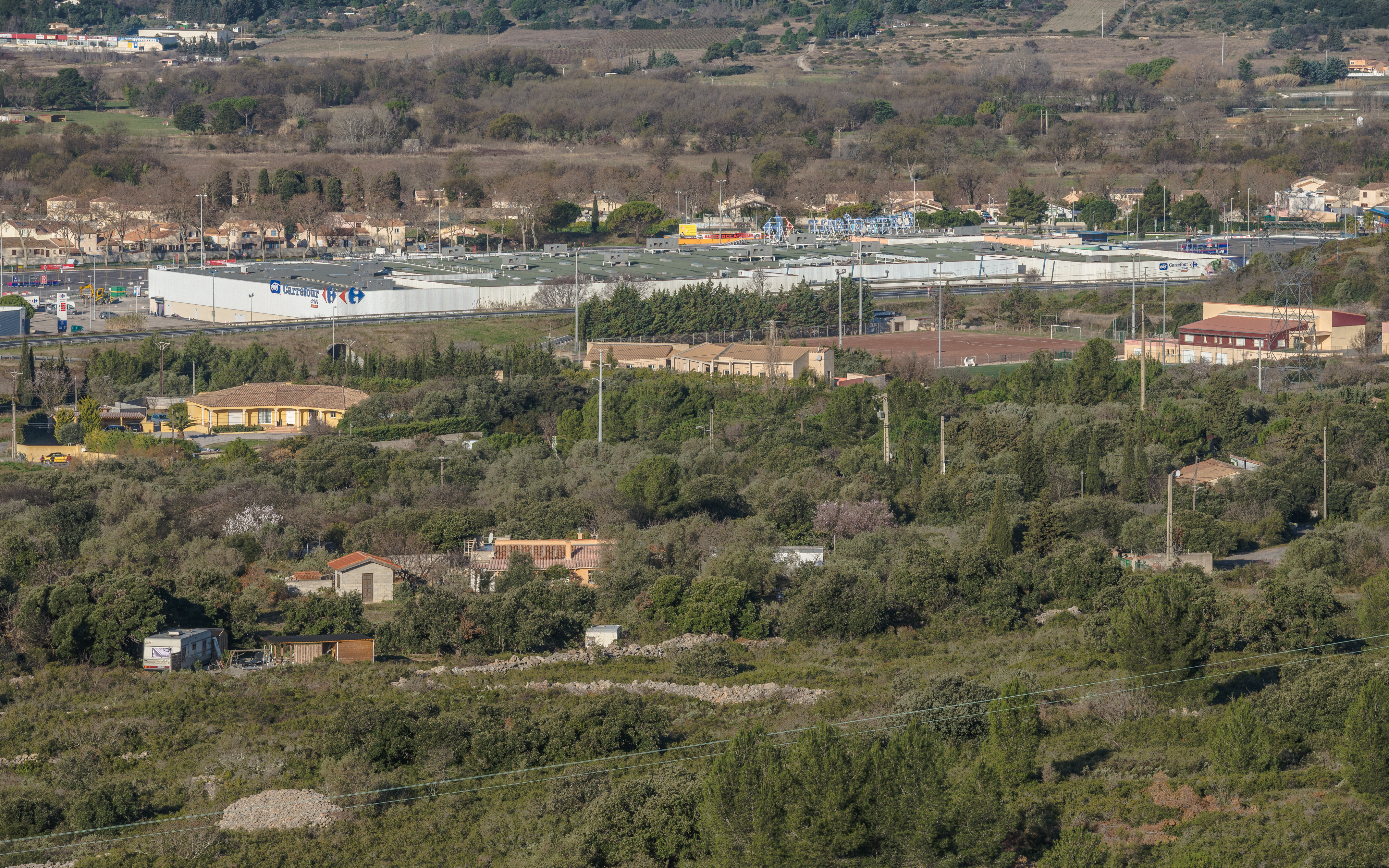
Le centre commercial depuis le sud-est.

## Économie

### Revenus
En 2018 (données Insee publiées en septembre 2021), la commune compte 1 092 ménages fiscaux, regroupant 2 646 personnes. La médiane du revenu disponible par unité de consommation est de 22 670 € (20 330 € dans le département). 55 % des ménages fiscaux sont imposés (45,8 % dans le département).

### Emploi
|                | 2008   | 2013   | 2018  |
| -------------- | ------ | ------ | ----- |
| Commune        | 7,9 %  | 8 %    | 9,1 % |
| Département    | 10,1 % | 11,9 % | 12 %  |
| France entière | 8,3 %  | 10 %   | 10 %  |

En 2018, la population âgée de 15 à 64 ans s'élève à 1 564 personnes, parmi lesquelles on compte 77,3 % d'actifs (68,2 % ayant un emploi et 9,1 % de chômeurs) et 22,7 % d'inactifs,. Depuis 2008, le taux de chômage communal (au sens du recensement) des 15-64 ans est inférieur à celui de la France et du département.
La commune fait partie de la couronne de l'aire d'attraction de Montpellier, du fait qu'au moins 15 % des actifs travaillent dans le pôle,. Elle compte 1 091 emplois en 2018, contre 887 en 2013 et 800 en 2008. Le nombre d'actifs ayant un emploi résidant dans la commune est de 1 083, soit un indicateur de concentration d'emploi de 100,7 % et un taux d'activité parmi les 15 ans ou plus de 56,7 %.
Sur ces 1 083 actifs de 15 ans ou plus ayant un emploi, 207 travaillent dans la commune, soit 19 % des habitants. Pour se rendre au travail, 87,4 % des habitants utilisent un véhicule personnel ou de fonction à quatre roues, 2,1 % les transports en commun, 7,5 % s'y rendent en deux-roues, à vélo ou à pied et 2,9 % n'ont pas besoin de transport (travail au domicile).

### Activités

#### Secteurs d'activités
346 établissements sont implantés à Balaruc-le-Vieux au 31 décembre 2019. Le tableau ci-dessous en détaille le nombre par secteur d'activité et compare les ratios avec ceux du département,.
| Secteur d'activité                                                                                        | Commune | Commune | Département |
| Secteur d'activité                                                                                        | Nombre  | %       | %           |
| --- | ------- | ------- | ----------- |
| Ensemble                                                                                                  | 346     | 100 %   | (100 %)     |
| Industrie manufacturière, industries extractives et autres                                                | 11      | 3,2 %   | (6,7 %)     |
| Construction                                                                                              | 37      | 10,7 %  | (14,1 %)    |
| Commerce de gros et de détail, transports, hébergement et restauration                                    | 157     | 45,4 %  | (28 %)      |
| Information et communication                                                                              | 3       | 0,9 %   | (3,3 %)     |
| Activités financières et d'assurance                                                                      | 13      | 3,8 %   | (3,2 %)     |
| Activités immobilières                                                                                    | 20      | 5,8 %   | (5,3 %)     |
| Activités spécialisées, scientifiques et techniques et activités de services administratifs et de soutien | 48      | 13,9 %  | (17,1 %)    |
| Administration publique, enseignement, santé humaine et action sociale                                    | 28      | 8,1 %   | (14,2 %)    |
| Autres activités de services                                                                              | 29      | 8,4 %   | (8,1 %)     |

Le secteur du commerce de gros et de détail, des transports, de l'hébergement et de la restauration est prépondérant sur la commune puisqu'il représente 45,4 % du nombre total d'établissements de la commune (157 sur les 346 entreprises implantées à Balaruc-le-Vieux), contre 28 % au niveau départemental.

#### Entreprises et commerces
Les cinq entreprises ayant leur siège social sur le territoire communal qui génèrent le plus de chiffre d'affaires en 2020 sont :
- Brico Balaruc, commerce de détail de quincaillerie, peintures et verres en grandes surfaces (400 m² et plus) (11 734 k€)
- Micris, commerce de détail d'articles de sport en magasin spécialisé (7 549 k€)
- Distrileader Aude, supermarchés (5 322 k€)
- MC 2, commerce de détail de fleurs, plantes, graines, engrais, animaux de compagnie et aliments pour ces animaux en magasin spécialisé (4 439 k€)
- Videba, restauration de type rapide (3 967 k€)

Aucune exploitation agricole ayant son siège dans la commune n'est recensée lors du recensement agricole de 2020 (30 en 1988),.

## Culture locale et patrimoine
La forme typique à la géométrie circulaire spécifique à de nombreux bourgs languedociens, vaut au village de Balaruc-le Vieux l’appellation de circulade.
Le village ancien, blotti au cœur de ses remparts restaurés, conserve, au sein de ruelles étroites et tortueuses, quelques beaux souvenirs du temps passé : portes Louis XIII, quelques vestiges du château moyenâgeux, une église de tradition romane et gothique.

### Lieux et monuments
- L'église Saint-Maurice de Balaruc-le-Vieux, XIVe siècle. Bien que non classé, l'édifice est référencé dans la base Mérimée et également inscrit à l'Inventaire général Région Occitanie[66].
- Les anciens remparts.
- La place du Truc qui domine la crique de l'Angle.

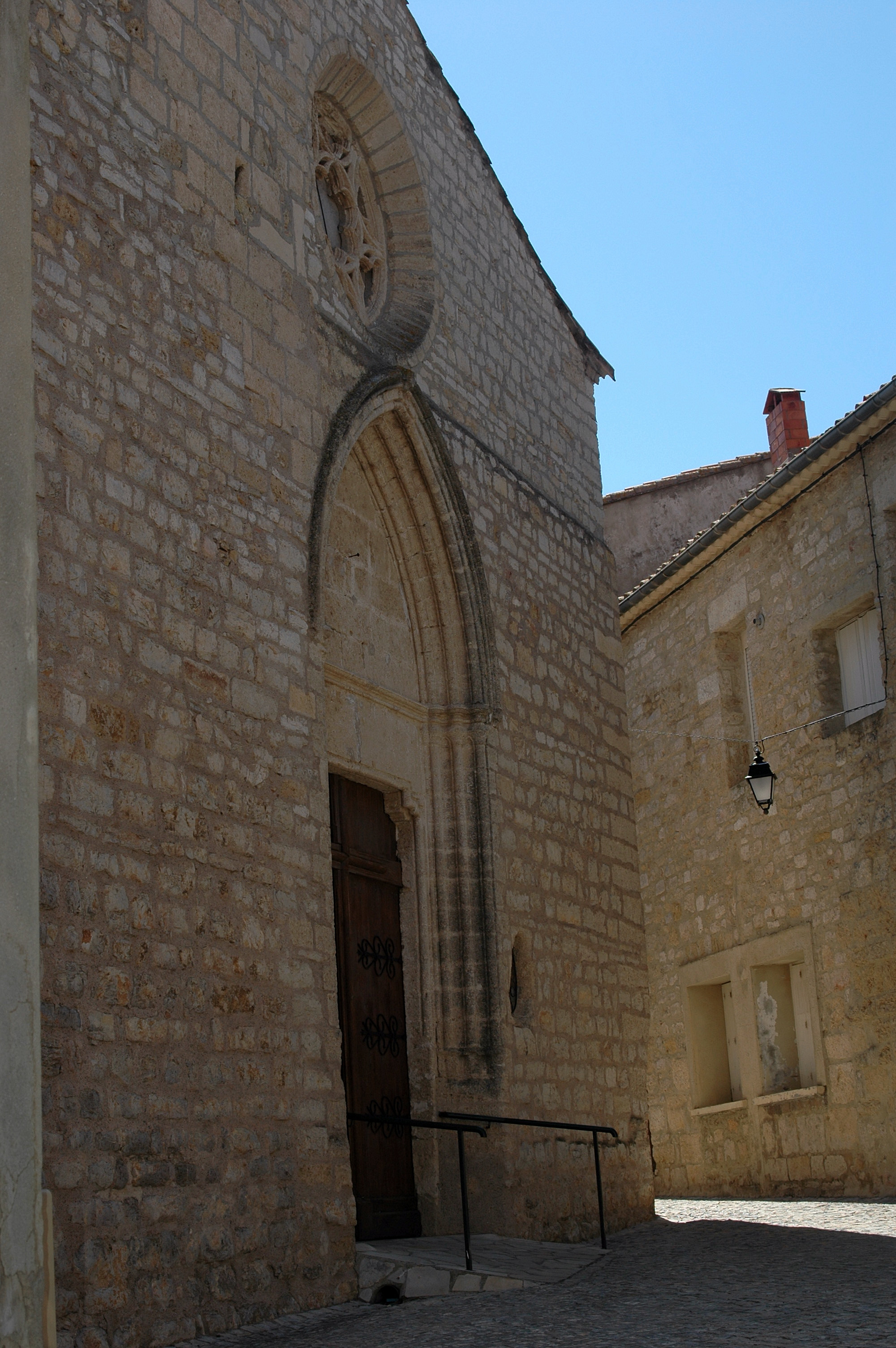
L'église Saint-Maurice.
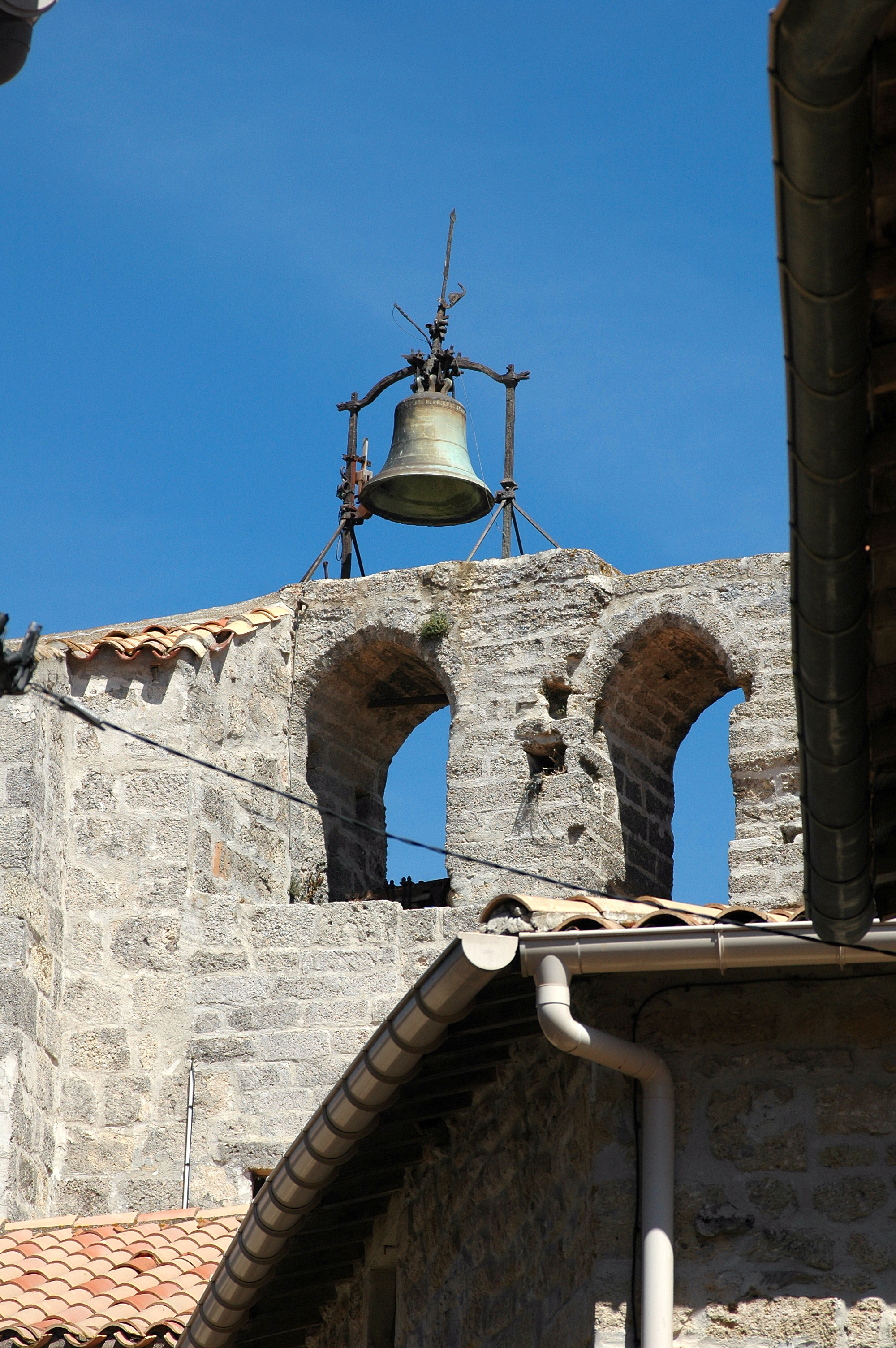
Le clocher de l'église Saint-Maurice.
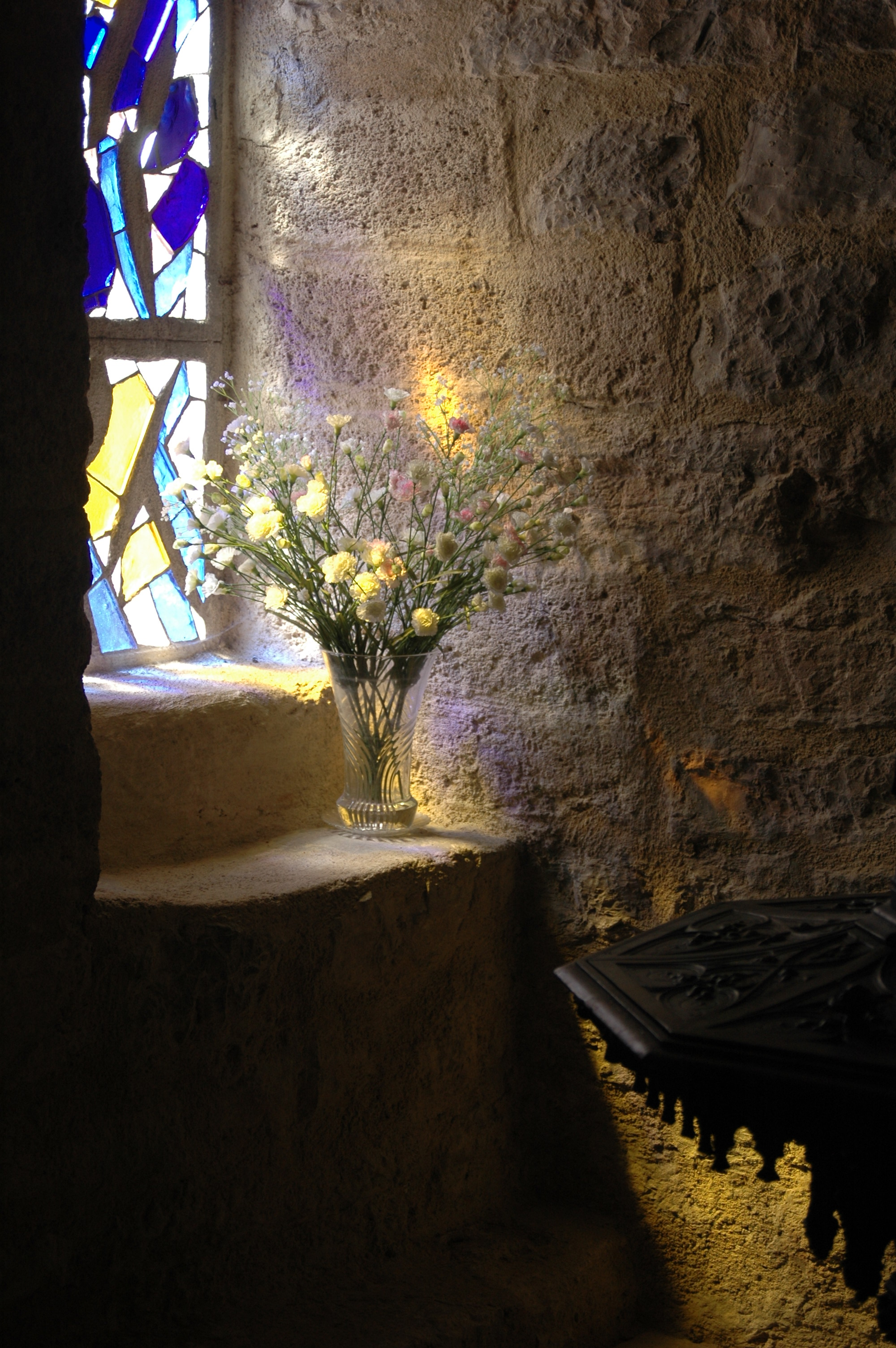
Vitrail dans l'église Saint-Maurice.
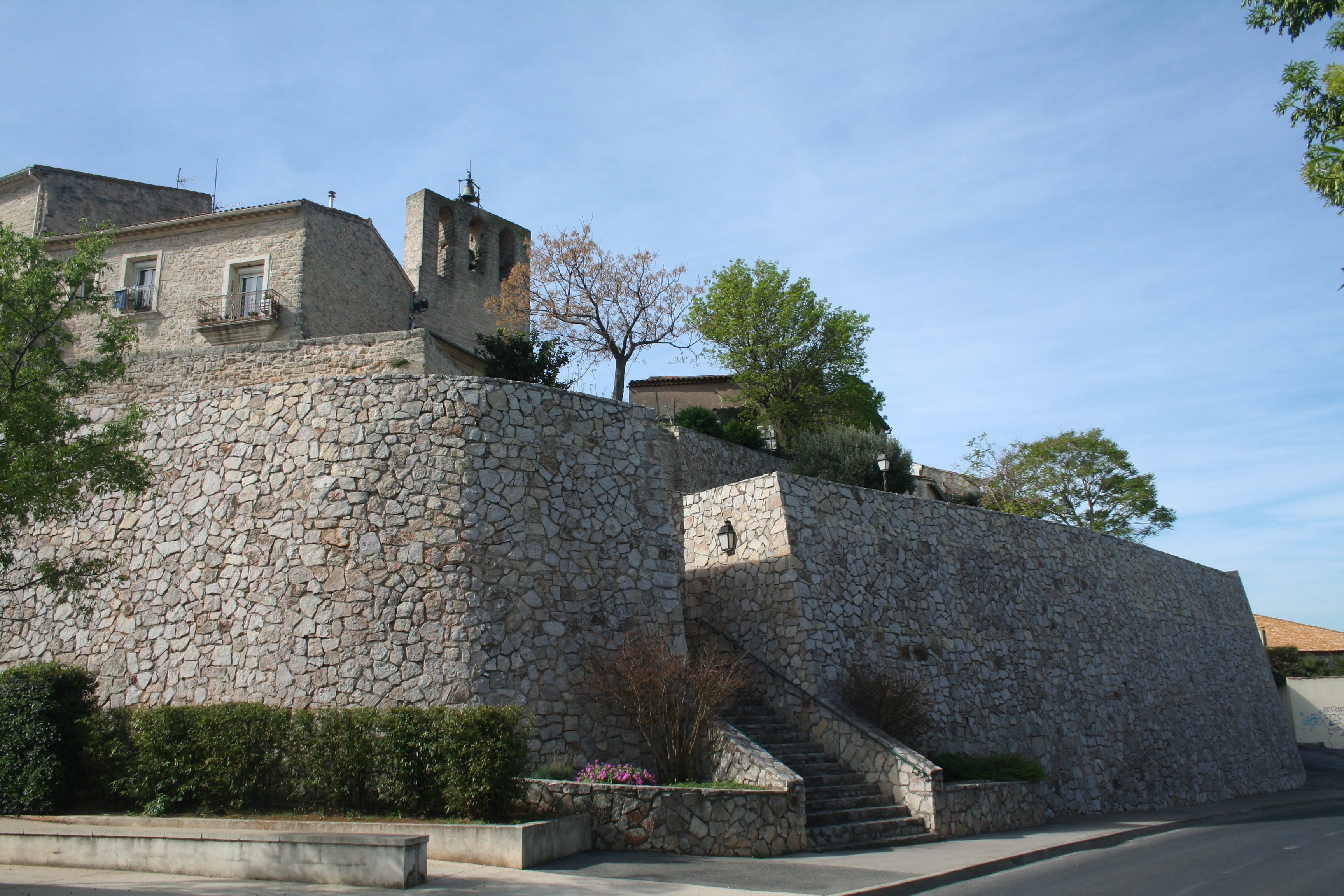
Les remparts et le campanile de l'église Saint-Maurice.

### Personnalités liées à la commune
- Séverine Brémond, née Beltrame, joueuse de tennis professionnelle.
- Aurélien Evangélisti, septuple vainqueur du Tournoi de joutes languedociennes de la Saint-Louis à Sète.
- Ludivine Lachèvre, championne du monde de Fitness 2009.
- Robert Caplain, ingénieur du son, directeur artistique, professeur d'enseignement supérieur et directeur d'établissements spécialisés en cinéma et audiovisuel. Deux fois primé aux Victoires de la musique, deux prix de l'Académie Charles Cros. Grand prix du disque 1999.
- Guilhem de Balaruc, troubadour du XIIIe siècle, appelé aussi « de Balaun » ou « de Balazuc » (ancien nom de Balaruc).

### Animal totémique
L'animal totémique de Balaruc-le-Vieux est le muge (lo mujol en occitan).
L'origine se situe dans un conflit qui a opposé l'évêque de Maguelone, seigneur de Balaruc et les habitants au sujet d'impôts à payer sur les fruits de la pêche.
En 2002, sur une idée de Marc Ayral, correspondant de presse local, basé sur une tradition orale portée par un habitant Marcel Franck, un autre habitant Alain Barry a construit la structure du Muge. A cette occasion, une chanson fut créée par Lionel Lopez et Philippe Carcesses des Mourres de Porc « Cantem ensems lo Mujòl de Balaruc ». Depuis 2018, une nouvelle chanson « Le Muge de Balaruc » accompagne l'animal totémique dans ses déplacements. Elle fut créée par Gilles Balestrière sur une musique de Jérôme Dru.
Animaux totémiques de l'Hérault#Le muge de Balaruc-le-Vieux

### Héraldique
| Armes de Balaruc-le-Vieux | Les armes de Balaruc-le-Vieux se blasonnent ainsi : de gueules à un saint Maurice à cheval d'or tenant de sa dextre une bannière d'argent chargée d'une croix aussi de gueules. |

### Fonds d'archives
- Fonds : Archives communales déposées de Balaruc-le-Vieux (1635-1973) [5,70 ml].  Cote : 24 EDT. Montpellier : Archives départementales de l'Hérault (présentation en ligne).